# رودولف شفارتس
رودولف شفارتس (بالإنجليزية: Rudolf Schwarz)‏ (يونيو 1866 – 14 أبريل 1912) نحات أمريكي من أصل نمساوي. هاجر إلى إنديانابوليس في ديسمبر 1897، ليساعد في إنهاء «نصب الجنود والبحارة في إنديانابوليس» في ولاية إنديانا الأمريكية، والذي صممه المعماري الألماني برونو شميتس.
من أعماله أيضاً: «نصب أوليفر بي مورتون» في إنديانابوليس.